# Peromyscus gossypinus restrictus
Chuột bông bãi biển Chadwick (Danh pháp khoa học: Peromyscus gossypinus restrictus) là một phân loài đã tuyệt chủng (năm 1938) của loài chuột bông (Peromyscus gossypinus). Nó bị giới hạn ở một khu vực nhỏ trên bán đảo Manasota Key ở Florida, chúng được tìm thấy chủ yếu ở khu vực Chadwick Beach tại Englewood thuộc quận Sarasota và Englewood Beach ở phía nam của Englewood, Florida, thuộc quận Charlotte.

## Đặc điểm
Nó nhỏ hơn và nhạt hơn so với phân loài được chỉ định. Tổng chiều dài là 172 mm, chiều dài đuôi 72,5 mm, chiều dài chân sau 22,3 mm, chiều dài tai 22,3 mm, chiều dài xương sọ lớn nhất là 27,6 mm. Chiều rộng trán là 13,9 mm, bề rộng trước mắt là 4,4 mm, chiều dài mũi là 10,9 mm, và chiều dài của răng hàm trên là 3,9 mm. Phần trên có mau quế hồng, với màu sắc ở giữa lưng. Các phần phía dưới là màu trắng với một bộ ngực màu hồng nhạt trên ngực. Đuôi có màu nâu ở trên và mà màu da bò ở dưới. Lưng ở giữa lưng là nhỏ hơn so với phân loài chỉ định.

## Tập tính
Nó thích những khu rừng hàng hải với những tán khép kín. Cây đặc trưng của các khu rừng này là cây Sabal palmetto, Quercus virginiana, và Juniperus virginiana var. silicicola. Nó cũng được tìm thấy trên các cồn cát, nơi loài yến mạch biển (Uniola paniculata), một loài cỏ đang phát triển mạnh, là thảm thực vật chiếm ưu thế. Cũng giống như phân loài chỉ định, con chuột bông Chadwick Beach là loài ăn đêm. Nguyên nhân dẫn đến sự biến mất của nó có thể là nạn phá rừng của các khu rừng hàng hải ở phần phía Nam của Sarasota County, cũng như bị ăn thịt vì những con mèo hoang.